# 陈村 (作家)
陈村（1954年—），本名杨遗华，回族，生于上海。毕业于上海师范学院政教系专科。1985年始任上海市作家协会专业作家，並且擔任過上海作家協會副主席。1999年兼职“榕树下”网站，任艺术总监，2002年辞职。2004年兼职“99网上书城”，任艺术总监、论坛总版主暨“小众菜园”版主，2013年8月辞职。曾主持四届网络文学大赛评奖，主编多种书籍。

## 作品

### 文集
- 《陈村文集》

江苏文艺出版社 1996年12月 初版
- 长篇卷　从前
- 中篇卷　他们
- 短篇卷　裙枪
- 散文卷　躺着读书

### 长篇小说
- 《鲜花和》 1997.12初版，上海文艺出版社；2009.9重版，人民文学出版社；
- 《从前》 2008.1初版，东方出版中心。

### 中短篇小说集
- 《走通大渡河》 1986.9初版，上海文艺出版社；
- 《少男少女，一共七个》 1989.9初版，江西人民出版社；
- 《蓝旗》 1989.12初版，台湾远景出版社；
- 《屋顶上的脚步》 1992.12初版，长江文艺出版社；
- 《美女岛》 2003.1初版，中国文联出版公司；
- 《陈村作品精选》 2008.5初版；华夏出版社；
- 《起子和他的五幕梦》 2009.10初版，作家出版社；
- 《THE ELEPHANT》2010初版，上海长江对外出版集团。

### 散文集
- 《今夜的孤独》 1992.12初版，深圳海天出版社；
- 《生活风景》 1993.9初版，浙江人民出版社；
- 《弯人自述》 1993.12初版，天津教育出版社；
- 《一下子十四个》 1994.9初版，上海文艺出版社；
- 《百年留守》 1995.1初版，群众出版社；
- 《四十胡说》 1996.1初版，上海人民美术出版社；
- 《古典的人》 1996.3初版，天津人民出版社；
- 《陈言勿去录》（谢春彦图） 1996.12初版，上海书店出版社；
- 《看来看去》1997.7初版，上海人民出版社；
- 《仰望天空》（与吴斐合作） 1998.2初版，长春出版社；
- 《杨家有女》 1998.8初版，江苏教育出版社；
- 《陈村亲情美文》 1999.9初版，广东人民出版社；
- 《生之歌》 1999.12初版，华东师范大学出版社；
- 《手痒》（谢春彦图） 2000.8初版，天津百花出版社；
- 《嫁给王子》（王俭图） 2000.12初版，上海人民美术出版社；
- 《无法拒绝》 2001.8初版，文汇出版社；
- 《陈村碎语》 2003.12初版，上海辞书出版社；
- 《五根日记》 2006.1初版，文汇出版社。

### 其他
- 《安娜·卡列尼娜》（名著缩写） 1994.5初版；2004.1重版，华夏出版社；
- 《小说老子》（谢春彦图） 1994.9初版，云南人民出版社；2007.9重版，新世界出版社；
- 《孔子》 1997.5初版，江苏教育出版社；
- 《风言风语－－陈村评说网文》 2000.9初版，岳麓书社；
- 《我们拿爱情没办法》（与阿城等合作） 2004.7，上海社科院出版社。